# 秋葉あかね
秋葉 あかね（あきばあかね、1992年11月1日-)は、日本の元AV女優。宝塚音楽学校卒業。

## 概要
宝塚音楽学校をいじめが原因で退学。それからAV女優となった人物。
2008年4月に宝塚音楽学校に入学したものの、入学から半年後に万引きをしていたことを理由として退学させられた。本人は万引きをしていないと主張して退学の取り消しを申し立てたが話し合いは平行線をたどり裁判を起こした。2009年11月に退学の取り消しと慰謝料を求める裁判を起こした。宝塚音楽学校ではいじめられており、万引きをしたというのは同級生の嘘であった。2010年7月に退学は取り消されて宝塚音楽学校を卒業できることになった。だが宝塚歌劇団には入団できなかった。
宝塚音楽学校を卒業してからは故郷の東北でひっそりと生活していたものの、そんな生活が嫌になり勉強をするつもりで上京。東京でアダルトビデオの制作会社にスカウトされてデビューすることになった。アダルトビデオの出演をきっかけにステップアップを考える。宝塚を去ってからも表舞台に立ちたいという思いがあり、そんな中でアダルトビデオの出演するというオファーが舞い込んできた。このようなことには相当な葛藤があったものの、夢を追うチャンスであるとして決意した。
2013年12月2日、アダルトビデオのメーカーのサイトでは「100年に1人の逸材！新しい伝説が今、始まる！」というキャッチコピーで、「この度、SODstarから美しい名門音楽専門学校卒業したお嬢様・高塚れなちゃんのデビューが決定したのです☆」と紹介された。2014年1月にデビューの予定であったが、発表から1週間後に発売が中止となった。業界では宝塚歌劇団からの強い抗議があったと噂されている。
2016年1月に秋葉あかねの名義でAVデビューし、同年5月に引退した。

### 身長など
- 2013年12月 高塚れな: 175cm、B96cm、Gカップ、21歳。
- 2016年 秋葉あかね: 177cm、Fカップ。

## 作品

### 写真集
- 高塚れな写真集 「Starlight」(2013年12月18日、双葉社、福島裕二)

### アダルトビデオ
全作品について、発売年:2016年、メーカー:SODクリエイト、レーベル:SOD star、監督:西中島南方(にしなかじま なんぽう)
- 1月8日『秋葉あかね AV debut』
- 2月6日『秋葉あかね 責める、責められる。4本番』
- 3月5日『失神するほど…イカサレテ 拘束×巨根×失禁 秋葉あかね』
- 4月7日『秋葉あかね 超高級ソープ嬢』
- 5月12日『秋葉あかね 引退 初中出し解禁』